# Control de tracción

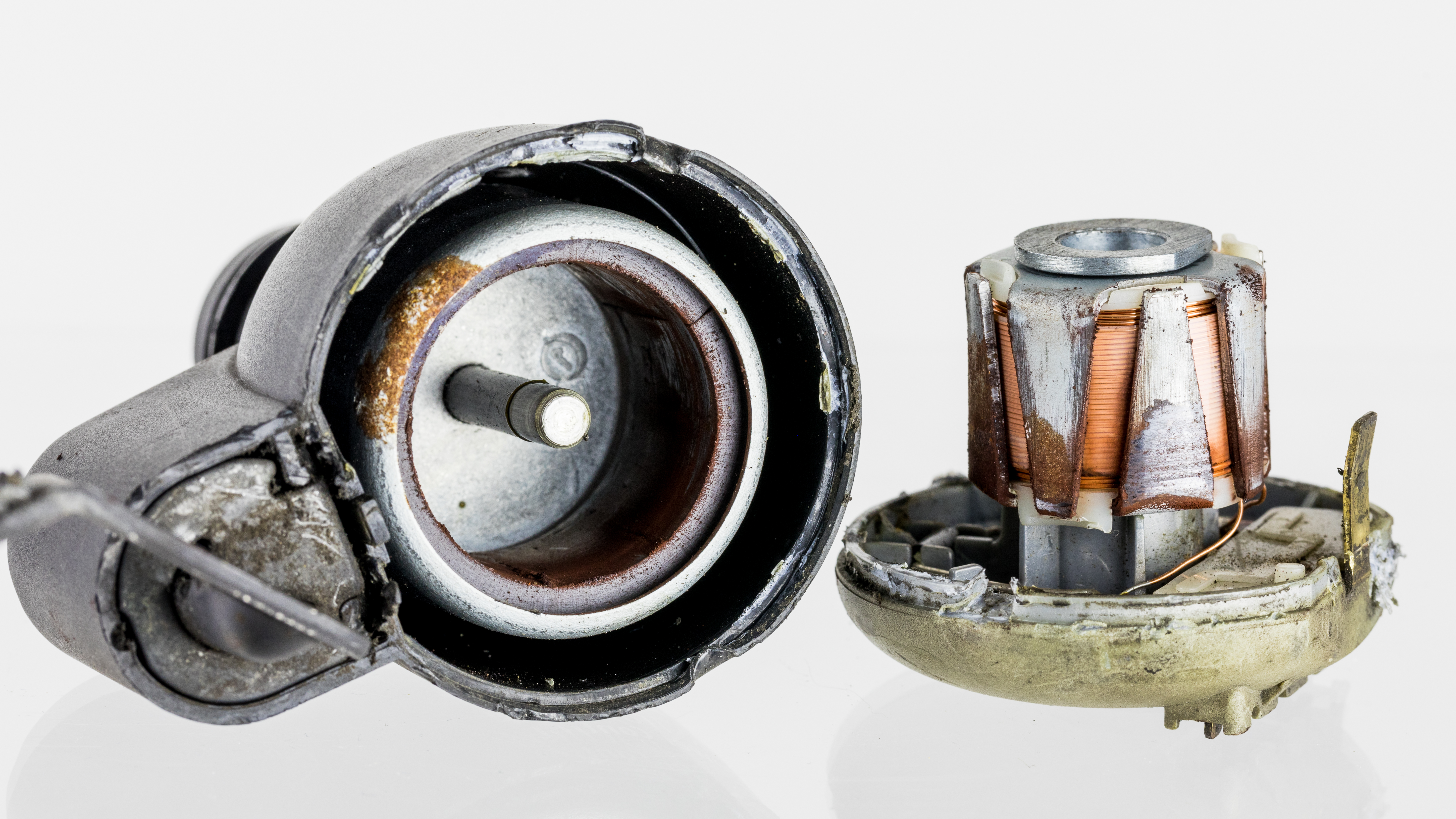
Control de tracción AXA HR en el dinamo de una bicicleta

El control de tracción es un sistema de seguridad vial (automovilística) lanzado al mercado por Bosch en 1986 y diseñado para prevenir la pérdida de adherencia de las ruedas, de tal forma que éstas no patinen cuando el conductor se excede en la aceleración del vehículo o el suelo está muy deslizante (ej: hielo). En general se trata de sistemas electrohidráulicos.

## Funcionamiento

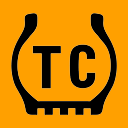
Representación gráfica o logotipo del control tracción

Funciona de tal manera que, mediante el uso de los mismos sensores y accionamientos que emplea el sistema antibloqueo de ruedas (ABS), se controla si en la aceleración una de las ruedas del eje motor del automóvil patina, es decir, gira a mayor velocidad de la que debería y, en tal caso, el sistema actúa con el fin de reducir el par de giro y así recuperar la adherencia entre neumático y firme, realizando una (o más de una a la vez) de las siguientes acciones:
- Retardar o suprimir la chispa a uno o más cilindros.
- Reducir la inyección de combustible a uno o más cilindros.
- Frenar la rueda que ha perdido adherencia.

Algunas situaciones comunes en las que puede llegar a actuar este sistema son las aceleraciones bruscas sobre firmes con baja resistencia al deslizamiento como aquellos mojados y/o con grava, así como sobre caminos de tierra y en superficie helada.
Las siglas más comunes para denominar este sistema son ASR (o Anti-Slip Regulation) y TCS (Traction Control System).

## Historia
El predecesor de los sistemas modernos de control de tracción puede encontrarse en los primeros coches de alto par motor o de gran potencia en las ruedas traseras. Estos comenzaron a limitar el de una rueda con respecto a la otra, mediante un sistema conocido como Positraction. Este sistema conseguía transferir la potencia a las ruedas de forma individual, reduciendo así el deslizamiento de estas, aunque permitía en algunos casos que la rueda patinase.
Bosch fue el primero en fabricar el sistema de serie en 1986 y Mercedes-Benz fue la marca de automóviles pionera e introductora del sistema electrónico de control de tracción en el mercado.
Anteriormente en 1971, la división Buick de la General Motors introdujo el MaxTrac, que utilizaba un sistema capaz de detectar el deslizamiento de las ruedas y de modificar el mecanismo de transmisión para proveer a las ruedas de la máxima tracción posible, sin deslizamiento. Una exclusiva de Buick en el tiempo, que fue opcional para todos los modelos de coches, incluyendo el Riviera, Estate Wagon, Electra 225, Century y el popular LeSabre. Cadillac también introdujo el TMS (Traction Monitoring System) en 1979 en el rediseñado Eldorado. Fue criticado por su lenta reacción y frecuentes fallos.

## Uso del control de tracción
- En vehículos de carretera: el control de tracción ha sido tradicionalmente un aspecto de seguridad para coches de alto rendimiento, los cuales necesitan ser acelerados muy sensiblemente para evitar que las ruedas patinen, especialmente en piso mojado o con nieve. En los últimos años, los sistemas de control de tracción se han convertido rápidamente en un sistema instalado en todo tipo de vehículos por sus ventajas en seguridad.
- En automóvil de carreras: permite una máxima tracción al acelerar después de una curva, sin que las ruedas patinen.
- En vehículo todoterreno: el control de tracción es usado en lugar de o en añadido a la mecánica de patinaje limitado. Esto es frecuentemente implementado con un límite electrónico de patinaje, tan bueno como otros controles computarizados del motor de transmisión. El patinaje de las ruedas es menor con pequeñas actuaciones del freno, desviando más par de giro a las ruedas que no están patinando. Esta forma de control de tracción tiene una ventaja sobre un sistema de bloqueo del diferencial y es que la dirección y el control del vehículo es más fácil, por lo que estos sistemas pueden estar continuamente activados. Esto crea un menor estrés a la transmisión que es muy importante en vehículos con una suspensión independiente, generalmente más débil que los ejes rígidos. Por otra parte, solamente se aplicarán a la rueda con tracción la mitad de las vueltas de un sistema de bloqueo del diferencial y el manejo es menos predecible.

El control de tracción está prohibido en algunas competiciones, sea para reducir el costo de desarrollar el sistema o para que el piloto sea el encargado de evitar pérdida de tracción. El control de tracción se puede implementar como parte del programa de la unidad de control de motor (ECU), y esto es muy difícil de detectar por los comisarios deportivos. En Fórmula 1, todos los automóviles deben tener desde 2008 una ECU estándar que pueda ser verificada, para asegurarse de que ningún participante disponga de control de tracción.

## Desconexión del sistema
En situaciones de acumulación de nieve virgen, barro o arena y particularmente cuando ambas ruedas patinan, conviene desconectar el sistema, a través del botón de desconexión, ya que en ese tipo de situaciones la única forma de que el vehículo avance es si las ruedas patinan. Si el sistema está activo, en cuanto las ruedas patinen, el sistema lo detectará y comenzará a cortar inyección y, por tanto, parar al motor, con lo que las ruedas tenderán a enterrarse más.